# Sauerkrautkoma
Sauerkrautkoma ist eine deutsche Kriminalkomödie von Ed Herzog mit Sebastian Bezzel und Simon Schwarz in den Hauptrollen. Es ist der fünfte Teil der Heimatkrimi-Filmreihe um den Polizisten Franz Eberhofer, nach den Romanen von Rita Falk. Der Kinostart in Deutschland war am 9. August 2018. Beim Kino-Open-Air in Starnberg wurde der Film am 5. August 2018 gezeigt. Am 14. Februar 2019 wurde der Film auf DVD, Blu-ray sowie diversen Streaming-Portalen veröffentlicht.

## Handlung
Dorfpolizist Franz Eberhofer wird gegen seinen Willen nach München versetzt. Alle Bemühungen, sich dagegen zu wehren, helfen nichts, er muss sich von seinen Freunden und der ihm liebgewordenen Provinzbevölkerung verabschieden. Als er vor Jahren hierhin strafversetzt wurde, hätte er das nicht erwartet. Lediglich mit seiner Freundin Susi gibt es Probleme, sie drängt endlich zur Heirat, wozu Franz noch nicht bereit ist. So ist ihm die Auszeit zwischen ihnen ganz recht.
Im Kommissariat München empfängt die leitende Kommissarin, Elisabeth Mayerhofer, den Neuankömmling nicht sehr freundlich. Sie erklärt ihm unmissverständlich, dass hier im Team gearbeitet werde und Alleingänge nicht erwünscht seien. Als Arbeitsplatz weist sie ihm einen recht spartanischen Schreibtisch in einem unbehaglichen Großraumbüro zu, das an eine Fabrikhalle erinnert.
In München zieht Eberhofer vorerst bei seinem alten Kumpel Rudi ein, bis sich eine eigene Wohnung findet, was in München nicht ganz einfach wird. Sein Vater hat den Möbeltransport übernommen, muss aber nun feststellen, dass man ihm das Auto in der kurzen Zeit der Wohnungsbesichtigung gestohlen hat. Es wird am übernächsten Tag in einem Wald aufgefunden. Als Franz und sein Freund Rudi das Fahrzeug nach Niederkaltenkirchen zurückbringen, entdeckt Franz’ Vater im Kofferraum eine Leiche. Da diese komplett in Frischhaltefolie eingewickelt wurde, haben sie auf der Fahrt nichts davon gerochen. Als der Gerichtsmediziner die Folie aufschneidet, erkennt Eberhofer das Opfer. Es handelt sich um Branka, das Kindermädchen des Bürgermeisters. Ohne sich mit seiner neuen Vorgesetzten abgestimmt zu haben, beginnt Eberhofer umgehend mit den Ermittlungen. Er sieht sich zunächst beim Bürgermeister in Brankas Zimmer um und findet dort eine größere Menge Bargeld. Als Elisabeth Mayerhofer davon erfährt, rügt sie ihn gehörig. Sie kann mit ihrem Team anhand von Überwachungsaufnahmen sehr schnell zwei Jugendliche als die Autodiebe ermitteln. Sie haben jedoch für die Tatzeit ein Alibi, sodass Eberhofer schlussfolgert, dass die Leiche erst nach ihrer Ankunft in Niederkaltenkirchen in das Auto gelegt wurde.
Als feststeht, dass das Opfer schwanger war, will sich Eberhofer durch einen Trick eine DNA-Probe des Bürgermeisters besorgen, da er ihn für den Verursacher der Schwangerschaft hält. Zu diesem Zweck setzt er Rudi ein, der sich als Gasinstallateur ausgibt und in der Küche des Bürgermeisters einen Mörser entdeckt, an dem augenscheinlich Blut klebt. Kurzerhand nimmt er diesen heimlich mit in der Annahme, es sei die Tatwaffe, mit der Branka erschlagen wurde. Das bestätigt sich nicht, denn die rote Substanz war nur Erdbeermarmelade, aber im Mörser können Reste eines Abtreibungsmittels nachgewiesen werden. Für Eberhofer steht damit die Vaterschaft des Bürgermeisters außer Frage. Bei der Konfrontation des Bürgermeisters mit diesem Verdacht lässt dieser jedoch wissen, dass er seit einem Eisstockunfall vor drei Jahren zeugungsunfähig sei. Somit kommt nur dessen vierzehnjähriger Sohn Damian als Kindsvater in Frage. Als Eberhofer Damian zur Rede stellt, schlussfolgert dieser, dass die Haushälterin des Bürgermeisters Branka erschlagen hat, weil sie Damian vor einem Skandal schützen wollte. Er bedroht die Haushälterin mit einer Pistole, die daraufhin ein Geständnis ablegt – währenddessen kann Eberhofer Rudi nur mit Mühe davon abhalten, Damian mit einem Baseballschläger niederzuknüppeln, weil er verspätet hinzukommt und Damian für den Mörder hält. In Ergänzung zum Geständnis stellt Eberhofer noch fest, dass Frau Schneller die Leiche in den Kofferraum von Vaters Oldtimer entsorgt hatte. Für Eberhofer bietet sich nun die Chance, mit dem Bürgermeister einen Deal auszuhandeln: Er würde die Affäre seines Sohnes mit dem Opfer unter den Tisch fallen lassen, wenn sich der Bürgermeister im Gegenzug dafür einsetzt, dass er seine alte Dienststelle wiederbekommt. Doch nicht nur das glückt, er schafft es auch endlich, seiner Susi einen Heiratsantrag zu machen. Nach dem Junggesellinnen-Abschied scheinen es sich beide anders zu überlegen, die Hochzeit fällt mangels Brautpaar aus. Aber Eberhofer wird neun Monate später Vater eines kleinen Paul.

## Hintergrund
Der namensgebende Titel rührt daher, dass Rudi Birkenberger in der Münchner WG immer nur Dosenessen aufwärmt und sich deshalb freut, als Franz Eberhofer unter Verwendung von Omas selbstgestampftem Sauerkraut frisches Essen kocht. Weil Rudi seinen Appetit nicht zügeln kann, treffen ihn die abführenden Eigenschaften mit voller Härte, so dass der herbeigerufene „Leichenfledderer“ Günther scherzhaft ein „Sauerkrautkoma“ diagnostiziert.
„Thin Lizzy“ Elisabeth Mayerhofer, die in Grießnockerlaffäre gegen Franz ermittelt hatte, kommt in der Buchvorlage nicht vor. Auf Grund der positiven Resonanz, die sie bei den Zuschauern von Grießnockerlaffäre erhielt, wurde sie ins Drehbuch der Verfilmung aufgenommen.
Nach Dampfnudelblues (2013), Winterkartoffelknödel (2014), Schweinskopf al dente (2016) und Grießnockerlaffäre (2017) ist Sauerkrautkoma die fünfte Verfilmung der Franz-Eberhofer-Serie, basierend auf den Romanen von Rita Falk. Eine sechste Verfilmung folgte 2019 mit Leberkäsjunkie.

## Rezeption

### Zuschauerzahlen
Der Film wurde in der Startwoche vom 9. bis zum 16. August von 301.000 Menschen im Kino (vornehmlich in Bayern) gesehen und erreichte nach einer Woche Platz drei und eine Woche später Platz eins der deutschen Kinocharts. In der dritten Spielwoche lag Sauerkrautkoma damit 24 Prozent über den Werten seines Vorgängers, Grießnockerlaffäre, dem bis dahin erfolgreichsten Film der Reihe mit über 840.000 Kinobesuchern. Ein Jahr später lag der Film mit 1.010.131 Besuchern auf Platz 30 der Top 100 Deutschland und spielte per 18. August 2019 7.971.879 Euro ein.
Sauerkrautkoma sahen bei seiner Erstausstrahlung am 19. August 2019 im Ersten insgesamt 5,17 Millionen Zuschauer. Dies ergab einen Marktanteil von 18,3 Prozent.

### Kritik
Die Frankfurter Rundschau urteilte: „Die Provinzkrimis mit Sebastian Bezzel als schluffigem niederbayerischen Dorfpolizisten Eberhofer sind ein Erfolgsphänomen: Aufwand, Anmutung und Inhalt unterscheiden sich kaum von vergleichbaren TV-Komödien. Trotzdem hatte ‚Sauerkrautkoma‘, der fünfte Film der Reihe, über eine Million Kinobesucher; und das, obwohl sich bei der Adaption der Romane von Rita Falk längst eine gewisse Routine eingeschlichen hat. Die Verfilmungen funktionieren nicht zuletzt dank ihrer Kontinuität vor und hinter der Kamera nach dem ‚Alle Jahre wieder‘-Prinzip.“
Tilmann P. Gangloff stellt auf tittelbach.tv fest: „Die Morde sind bloß Mittel zum Zweck, um witzige Geschichten über liebenswert-skurrile Figuren zu erzählen. Tatsächlich bildet der jeweilige Kriminalfall quasi den einzigen Unterschied zwischen den von Martin Probst stets mit launiger Blasmusik unterlegten Geschichten. Durchgehendes Qualitätsmerkmal ist auch die sorgfältige Bildgestaltung.“
Der Filmdienst wertete: „Routinierte Krimikomödie, die zwar Klischees weitgehend vermeidet, es aber auch nicht zu hintergründigem Charme bringt. Spielfreudig und komisch präsentiert sich erneut das hervorragende Ensemble.“
Thomas Assheuer von Der Zeit kommentierte: „Es ist nicht so, dass ‚Sauerkrautkoma‘ den Zuschauer ästhetisch überfordert, der Film ist massentauglich und schielt ein wenig auf den Alleskleberhumor französischer Filmkomödien. Aber er ist weder reaktionär noch kitschig, er hat nichts von Söders sauberem Deutschtum, schon in Rita Falks lakonischen Romanvorlagen werden christsoziale Spießeridyllen liebevoll durchlüftet.“

## Trivia
Bei Franz Eberhofers neuer Dienststelle in München handelt es sich weder um die Polizeiinspektion 15 (wie von Rudi behauptet) noch um die Löwengrube (wie von Oma behauptet – an der Löwengrube liegt das Polizeipräsidium, dieses war Drehort der von Oma angesprochenen gleichnamigen Fernsehserie mit Jörg Hube), sondern um die Verkehrspolizeiinspektion an der Tegernseer Landstraße 210.
Die gemeinsame Wohnung von Rudi und Franz befindet sich in der Candidstraße 3 unweit der Verkehrspolizeiinspektion.
Die Schlussszene vor dem Epilog (Geburt von Paul) mit Franz Eberhofer und der noch im Brautkleid befindlichen Susi Gmeinwieser auf den Hinterbänken eines Autobusses ist eine Reminiszenz an Jobyna Ralston und Harold Lloyd in Girl Shy (USA 1924) und an die Schlussszene des Films The Graduate (USA 1967) mit Benjamin Braddock (Dustin Hoffman) und Elaine Robinson (Katharine Ross) im Brautkleid auf der hinteren Bank eines Autobusses.

## Auszeichnungen
- 2019: Publikumspreis des Bayerischen Filmpreises 2018[13]